# Rosières, Haute-Loire
Rosières är en kommun i departementet Haute-Loire i regionen Auvergne-Rhône-Alpes i centrala Frankrike. Kommunen ligger i kantonen Vorey som tillhör arrondissementet Le Puy-en-Velay. År 2022 hade Rosières 1 536 invånare.

## Befolkningsutveckling
Antalet invånare i kommunen Rosières
| Referens: INSEE |